# جانی بوستون (فیلم ۲۰۲۳)
جانی بوستون (انگلیسی: Boston Strangler) فیلم درامِ جنایی تاریخی محصول سال ۲۰۲۳ به نویسندگی و کارگردانی مت راسکین است. این فیلم بر اساس داستان واقعی جانی بوستون ساخته شده‌است که در دههٔ ۱۹۶۰، ۱۳ زن را در بوستون به قتل رساند. کیرا نایتلی نقش اصلی گزارشگر ماجرا در روزنامهٔ بوستون رکورد امریکن را ایفا می‌کند و کری کون، آلساندرو نیوولا، کریس کوپر، دیوید دستمالچیان و مورگان اسپکتور در نقش‌های مکمل حضور دارند.
فیلمبرداری این پروژه از دسامبر ۲۰۲۱ تا مارس ۲۰۲۲ در بوستون بزرگ صورت گرفت. جانی بوستون در ۱۷ مارس ۲۰۲۳ به‌وسیلهٔ هولو منتشر شد. این مجموعه نقدهای مختلف و رو به مثبتی دریافت کرد.

## داستان
لورتا مک‌لافلین گزارشگری بود که داستان جانی بوستون را منتشر کرد. مک‌لافلین همراه با خبرنگار ژان کول، جنسیت‌گرایی آن دوران را به چالش کشید و داستان را با خطر شخصی دنبال کرد و فسادی را کشف کرد که هویت جانی را زیر سؤال می‌برد.

## بازیگران
- کیرا نایتلی در نقش لورتا مک‌لافلین
- کری کون
- الساندرو نیولا
- کریس کوپر
- داوود دستمالچیان
- رابرت جان برک
- مورگان اسپکتور

## تولید

### توسعه
جانی بوستون توسط مت راسکین برای استودیو قرن بیستم نوشته و کارگردانی شده‌است. این فیلم محصول مشترک اسکات فری پروداکشن و لاکی‌چاپ انترتینمنت است و توسط ریدلی اسکات، کوین جی. والش، مایکل پراس، تام آکرلی و جوزی مک‌نمارا تهیه شده‌است. در ۴ اکتبر ۲۰۲۱، کیرا نایتلی به بازیگران پیوست. در نوامبر ۲۰۲۱ کری کون، آلساندرو نیوولا، کریس کوپر و دیوید دستمالچیان به بازیگران اضافه شدند. حضور رابرت جان برک و مورگان اسپکتور در اوایل سال ۲۰۲۲ تأیید شد.

### فیلمبرداری
بن کوچینز فیلمبردار فیلم است. فیلمبرداری در ۶ دسامبر ۲۰۲۱ در بلمونت، ماساچوست آغاز شد. خانهٔ محل فیلم‌برداری متعلق به خبرنگار لورتا مک‌لافلین است. فیلمبرداری همچنین در دشت جامائیکا، لوول، لین، ملدن، راکسبری و ولزلی، ماساچوست انجام شد. فیلمبرداری در ماه مارس ۲۰۲۲ به پایان رسید.

## انتشار
این فیلم در ۱۷ مارس ۲۰۲۳ از طریق هولو منتشر شد.

## بازخورد
در وبگاه جمع‌آوری نقد راتن تومیتوز، ٪۶۸ از ۱۳۰ بررسی منتقدان مثبت است، و میانگینِ امتیاز آن ۶٫۲/۱۰ است. اجماع این وبگاه چنین می‌نویسد: «جانی بوستون به هیچ وجه آنطور که باید باشد، جذاب نیست، اما داستان شایسته و بازیگران قوی برای جبران اغلب کافی هستند.» این فیلم در متاکریتیک که از میانگین وزنی استفاده می‌کند، بر اساس نظر ۳۰ منتقدین امتیاز ۵۸ از ۱۰۰ را کسب کرده که نشان‌گر «نقدهای مختلط یا متوسط» است.

## صحت تاریخی
داستانی که جانی بوستون ارائه می‌کند تا حد زیادی از نظر تاریخی دقیق است؛ از جمله جزئیات جنایات و تحقیقات، نام قربانیان، تبعیض جنسی که لورتا و ژان با آن روبرو شده‌اند، و این واقعیت که لورتا و ژان نام جانی بوستون را ابداع کردند. با این حال، مقامات، نویسندگان و دیگران هنوز در مورد اینکه آیا آلبرت دی‌سالوو تنها قاتل بود یا اینکه آیا قتل‌ها می‌توانست کار افراد متعددی باشد، اختلاف نظر دارند.